# Lynn Johnston
Lynn Johnston   (Collingwood, 28 de maig de 1947) és una autora de còmics canadenca, coneguda per la seva tira còmica per a diaris For Better or For Worse; va ser la primera dona i la primera peprsona canadenca a guanyar el Premi Reuben de la National Cartoonist Society.

## Biografia
Va néixer a Lynn Ridgway a Collingwood (Ontario) i es va criar a North Vancouver, a la Columbia Britànica. Va assistir a la Vancouver School of Art (actualment la Universitat d'Art i Disseny Emily Carr) amb l'esperança de guanyar-se la vida com a artista. Després de treballar breument en animació, es va casar el 1969 i es va traslladar a Ontario, on va treballar com a artista mèdic a la Universitat McMaster durant cinc anys. Les il·lustracions de Johnston, emmagatzemades a l'arxiu mèdic de McMaster, inclouen representacions d'esdeveniments habituals de l'hospital, com ara un pare que fuma a la sala d'espera.
Mentre esperava el seu primer fill, va dibuixar dibuixos animats amb un sol panell per al sostre de la consulta d'obstetrícia. Aquests dibuixos es van publicar en el seu primer llibre, David We're Pregnant! (David, estem embarassats!) que es va publicar el 1973 sota el seu llavors nom de Lynn Franks (posteriorment va publicar amb el nom de Lynn Johnston) i es va convertir en un best-seller. Després del seu divorci, va fer art independent i comercial en un hivernacle convertit en un estudi. Hi Mom! Hi Dad! (Hola mama! Hola, papa!), una seqüela del primer llibre, es va publicar el 1975.
Poc després, va conèixer i es va casar amb l'estudiant d'odontologia Rod Johnston.

## Per a millor o per a pitjor
El 1978, els Johnstons i els seus dos fills es van traslladar a Lynn Lake, Manitoba. Universal Press Syndicate li va preguntar si li interessava fer una tira còmica. Va enviar vint còpies d'una tira anomenada The Johnstons, basada en la seva família", ja que érem les úniques persones que sabia que podia dibuixar una vegada i una altra amb certa consistència". Per la seva sorpresa, el sindicat va aprovar les primeres tires i li va oferir un contracte de vint anys. Després d'un període de "treball" de sis mesos, la tira va aparèixer per primera vegada als diaris de tot el Canadà sota el títol For Better or For Worver. Al voltant de 2000 diaris al Canadà, Estats Units i 20 altres països han publicat la tira.
Moltes tires còmiques provenen de les experiències reals de la seva família. Els seus personatges principals reben el nom dels noms intermedis del seu marit i els seus fills, a excepció de la mare, ja que Lynn Johnston no té el seu nom secundari. En lloc d'això, va optar per nomenar el protagonista Elly, en honor d'un amic seu que va morir a una edat primerenca. El seu cunyat Ralph Johnston, va inspirar la controvertida història de Lawrence d'eixir. Deanna es va basar en l'amor de l'escola secundària d'Aaron, que va morir en un accident de cotxe anys després que la seva relació acabés. La neboda de Johnston, Stephanie, té una discapacitat per al desenvolupament i la seva experiència es converteix en històries recents sobre la integració dels estudiants amb discapacitats en desenvolupament a la classe d'abril. La carrera docent d'Elizabeth es va basar en la decisió de la filla de no seguir una carrera en l'educació, però va donar a Johnston l'oportunitat d'imaginar-se com podria haver estat.
Els personatges de For Better of For Worver han envellit en "temps real". El 31 d'agost de 2008, Johnston va aparèixer a la tira de diumenge, que se suposava que seria el final de la historieta, i va anunciar que portaria la història gairebé 30 anys després de començar, amb la meitat del material. La meitat del material és nou i l'altra meitat ja s'havia publicat prèviament. El "nou" material va ser en realitat versions re-formulades de tires antigues amb obres retocades i un nou diàleg que de vegades només es modificava per utilitzar expressions modernes o noms de productes nous en lloc de vells. En ocasions poc freqüents, s'han refet tota una tira o una pagina sencera, com Michael o Elizabeth fent-se passar per una "sortida de temps". Una tira que va desaparèixer va ser un arc on Michael va ser colpejat per John per colpejar a un altre xiquet, i va començar a discutir amb Elly que no estava d'acord amb què l'atac fos el remei adequat (tot i que va estar d'acord amb John que l'actitud violenta de Michael havia de ser nipped in the bud). També es van censurar altres tires, com ara Elly enfadada i després llançant alguna cosa al cap de John (com una tassa de cafè). Com que la tira era una franja familiar, els problemes de llançar un objecte dur darrere de l'esquena d'alguns van plantejar problemes d'abús conjugal.

## Vida personal
Des dels anys noranta, Johnston ha estat notablement present en la seva obra, l'abús que va patir per part de la seva mare. i el seu primer marit, i el fet de no estar preparada per ser mare del seu fill Aaron aquests temes també es van reflectir a la tira. Una columna de Jan Wong de The Globe and Mail, reimpresa a Lunch With Jan Wong va retratar a Johnston com una mica difícil i irascible.
Johnston residia al nord d'Ontario ciutat de Corbeil durant molts anys per a millorar o per empitjorar La seva filla Katie també va viure a Corbeil i va treballar a l'estudi For Better o For Worse, mentre que el seu fill Aaron treballa a la indústria de la televisió a Vancouver, BC. El setembre de 2007, Lynn i Rod Johnston van anunciar la seva separació i la intenció de divorciar-se. Johnston havia parlat de finalitzar For Better o For Worver o bé lliurar-lo a un altre dibuixant, però va canviar d'opinió a conseqüència de la seva separació del seu marit de més de 30 anys. El setembre de 2008, For Better o For Worse va passar a ser una barreja única de reexaminacions directes i tires que contenien obres d'art originals dels anys vuitanta (de vegades lleugerament retocades), però amb un nou diàleg de Johnston per reflectir canvis socials i tecnològics.
Al setembre de 2015, Johnston i la seva filla van tornar a North Vancouver.
Johnston va tenir una estreta amistat amb Charles M. Schulz, creador de Peanuts. Ella va escriure la introducció a un dels volums de la sèrie The Complete Peanuts de Fantagraphics Books .
El 13 de març de 2014, Library and Archives Canada va anunciar que havia adquirit material per afegir a la seva col·lecció Johnston, incloent 3282 dibuixos, 296 aquarelles, 244 fotografies, aproximadament 3,5. m d'articles textuals i d'altres objectes.

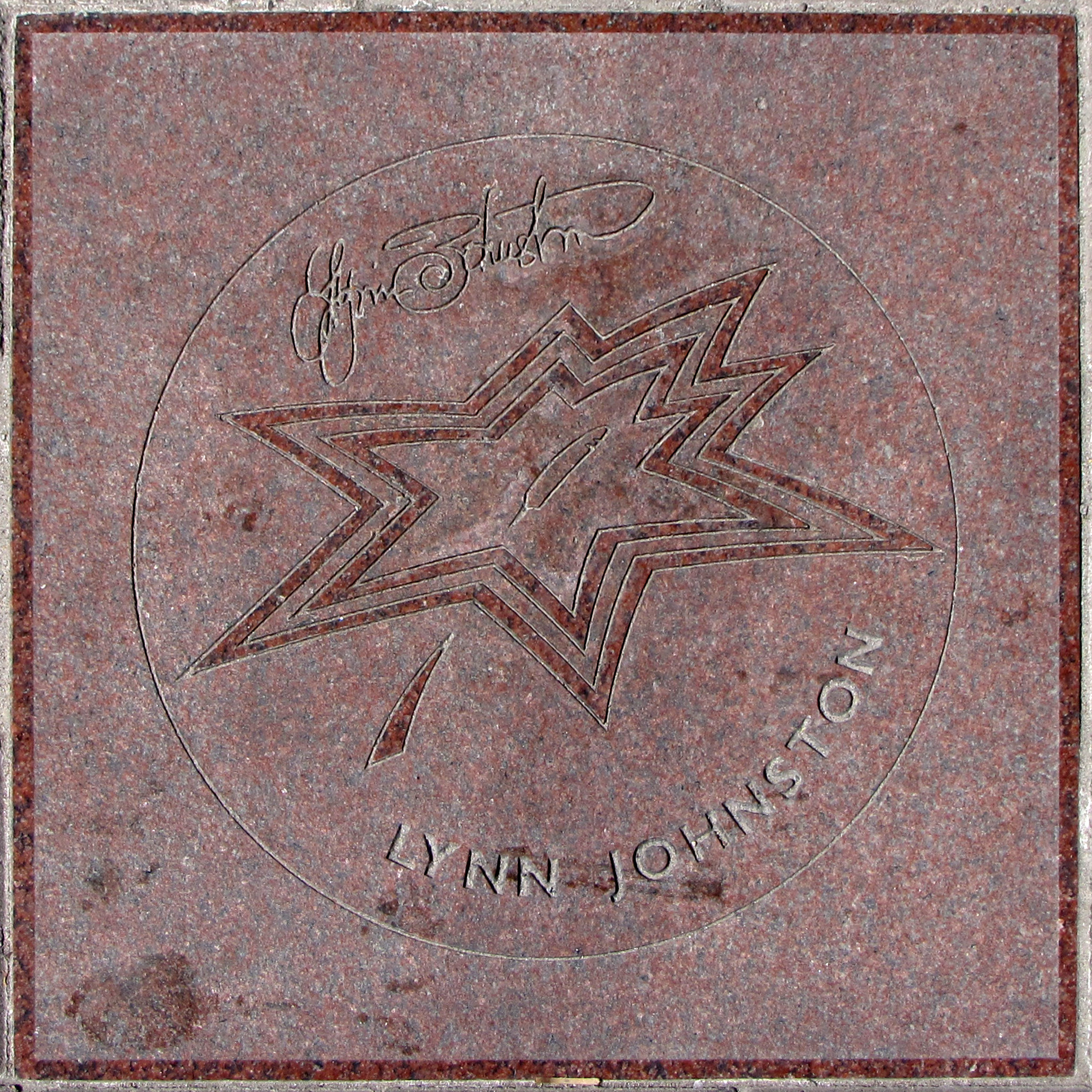
L'estrella de Johnston al Walk of Fame de Canadà

## Premis i distincions
- 1985 - Reuben Award, la primera dona i el primer canadenc a guanyar-lo
- 1987 - Gemini Award, millor sèrie de dibuixos animats.
- 1990 - Llicenciat en honor, doctor en lletres, Universitat de Lakehead, Thunder Bay (Ontario)
- 1991 - Premi Nacional de Diaris de la Societat de Dibuixants
- 1992: va ser membre de l'Ordre del Canadà, el més gran honor civil del país.
- 1993 - Llicenciat en honor, doctor en dret, Universitat McMaster, Hamilton (Ontario)
- 1993 - Nominada al Premi Pulitzer per una història sobre la sortida de Lawrence
- 1999: Llicenciat en honor, doctor en dret, Universitat de Western Ontario, London (Ontario)
- 2000 - Llicenciat en honor, doctor en lletres, Universitat Nipissing, North Bay (Ontario)
- 2000 - Llicenciada honorífica, doctor en lletres, Institut Emily Carr d'Art i Disseny, Vancouver
- 2001 - Còmic de l'any, editor i editor
- 2002 - Medalla del jubileu d'or de la reina Isabel II[14]
- 2003: una estrella al Walk of Fame del Canadà a Toronto
- 2004 - Debwewin Citation from the Anishinabek Nation for excellence in Aboriginal-issues journalism
- 2007 - Fet membre de l' Ordre de Manitoba
- 2008 - Introduït al Hall of Fame del dibuixant canadenc[15]
- 2008 - Introduït al Saló de la fama de National Cartoon Museum
- 2012 - Medalla del jubileu del diamant de la Reina Isabel II[16]